# Tischeria quercitella
Tischeria quercitella (лат.) — вид одноцветных молей-минёров рода Tischeria (Tischeriidae). Мелкие бабочки с узкими однотонными крыльями. Северная Америка (Канада; США): Онтарио, округ Колумбия, Иллинойс, Кентукки, Массачусетс, Миссури, Нью-Джерси, Огайо, Пенсильвания и Вирджиния.

## Описание
Мелкие молевидные чешуекрылые. Гусеницы питаются листьями таких растений как Каштан американский (Castanea dentata), Дуб белый (Quercus alba), Quercus ilicifolia, Quercus prinus и Дуб бархатистый (Quercus velutina; Буковые). Они минируют листья растений-хозяев. Мина представляет собой характерное пятно на верхней стороне листа. Это единственный вид из группы североамериканских видов Tischeria, питающихся на дубе, который строит нидус в виде куколочной камеры внутри шахты.